# Карей
Карей (рум. Carei) — місто у повіті Сату-Маре в Румунії, що має статус муніципію. Адміністративно місту також підпорядковане село Янкулешть (населення 401 особа, 2002 рік).
Місто розташоване на відстані 456 км на північний захід від Бухареста, 33 км на захід від Сату-Маре, 132 км на північний захід від Клуж-Напоки.

## Населення
За даними перепису населення 2002 року у місті проживали 23 182 особи.
Національний склад населення міста:
| Національність            | Кількість осіб | Відсоток |
| ------------------------- | -------------- | -------- |
| угорці                    | 12596          | 54,3%    |
| румуни                    | 9634           | 41,6%    |
| німці                     | 524            | 2,3%     |
| цигани                    | 385            | 1,7%     |
| українці                  | 24             | 0,1%     |
| євреї                     | 4              | < 0,1%   |
| словаки                   | 2              | < 0,1%   |
| не вказали національність | 6              | < 0,1%   |

Рідною мовою назвали:
| Мова                  | Кількість осіб | Відсоток |
| --------------------- | -------------- | -------- |
| угорська              | 13493          | 58,2%    |
| румунська             | 9491           | 40,9%    |
| німецька              | 127            | 0,5%     |
| циганська             | 39             | 0,2%     |
| українська            | 20             | 0,1%     |
| єврейська (їдиш)      | 1              | < 0,1%   |
| чеська                | 1              | < 0,1%   |
| не вказали рідну мову | 6              | < 0,1%   |

## Релігія
Склад населення міста за віросповіданням:
| Релігія                                       | Кількість осіб | Відсоток |
| --------------------------------------------- | -------------- | -------- |
| римо-католики                                 | 8235           | 35,5%    |
| православні                                   | 8057           | 34,8%    |
| реформати                                     | 4809           | 20,7%    |
| греко-католики                                | 1688           | 7,3%     |
| п'ятдесятники                                 | 79             | 0,3%     |
| баптисти                                      | 62             | 0,3%     |
| адвентисти                                    | 57             | 0,2%     |
| лютерани (Синодально-пресвітеріанська церква) | 39             | 0,2%     |
| не релігійні                                  | 21             | 0,1%     |
| унітарії                                      | 12             | 0,1%     |
| лютерани (Аугсбурзького сповідання)           | 6              | < 0,1%   |
| старообрядці                                  | 5              | < 0,1%   |
| юдеї                                          | 5              | < 0,1%   |
| мусульмани                                    | 3              | < 0,1%   |
| бретрени                                      | 3              | < 0,1%   |
| лютерани                                      | 3              | < 0,1%   |
| атеїсти                                       | 1              | < 0,1%   |
| не вказали релігію                            | 21             | 0,1%     |

## Галерея

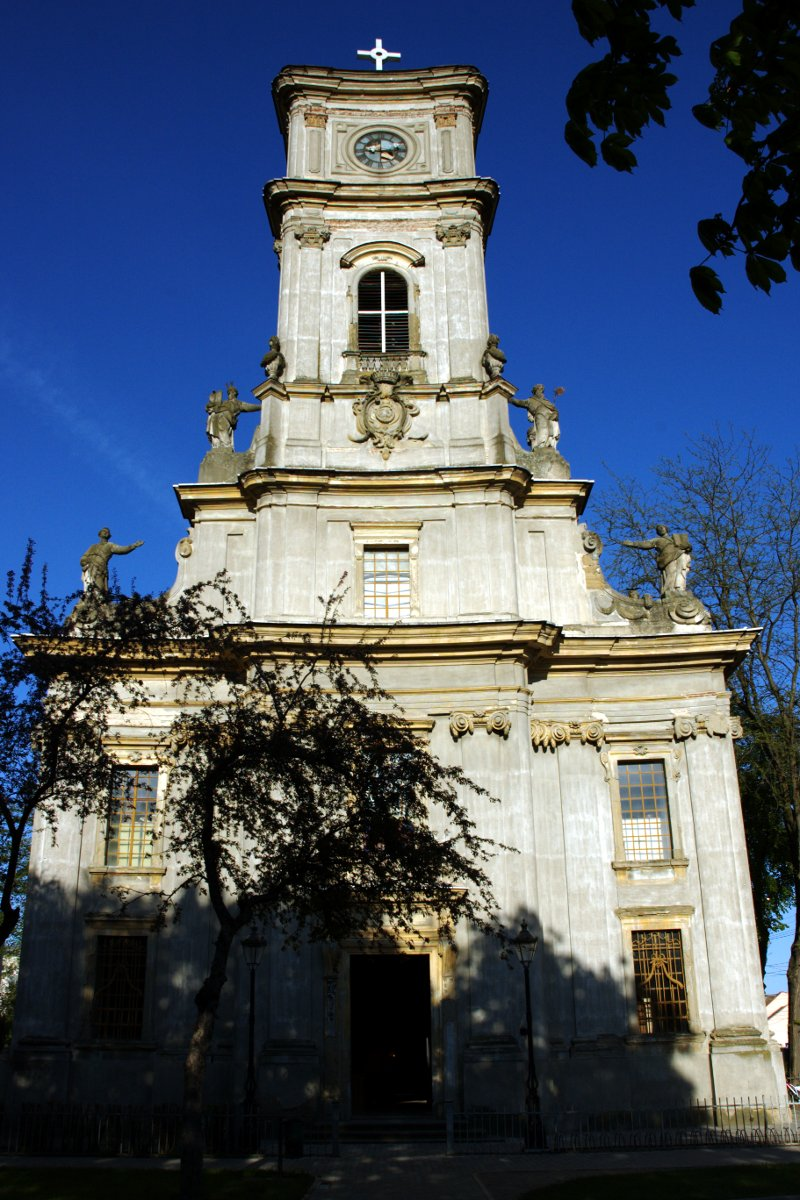
Церква Святого Йосифа Каласанса
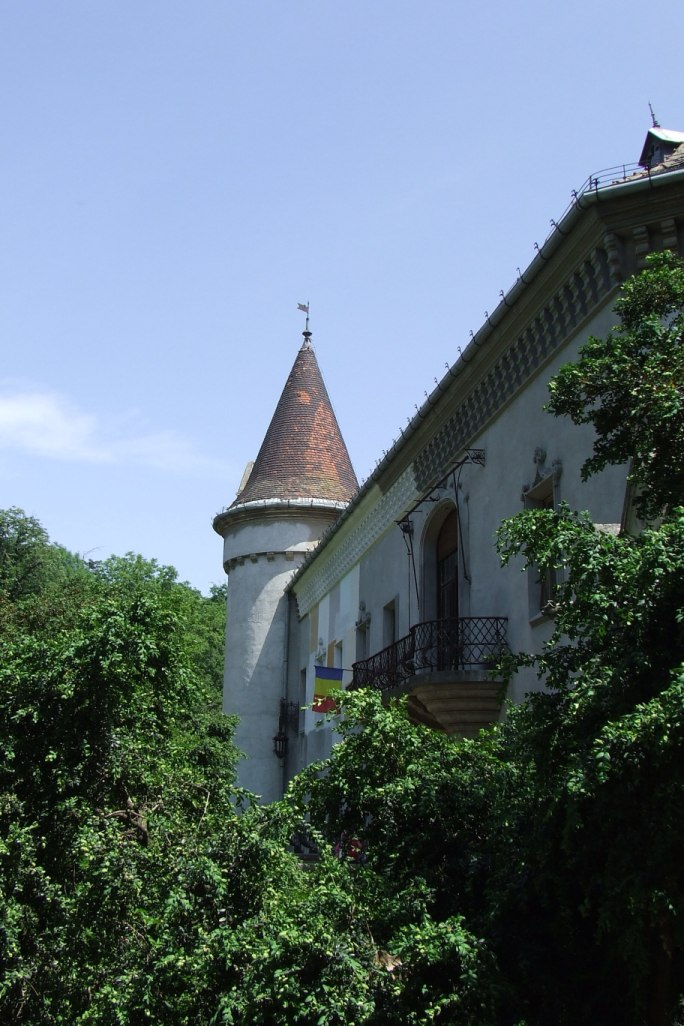
Замок в Карей
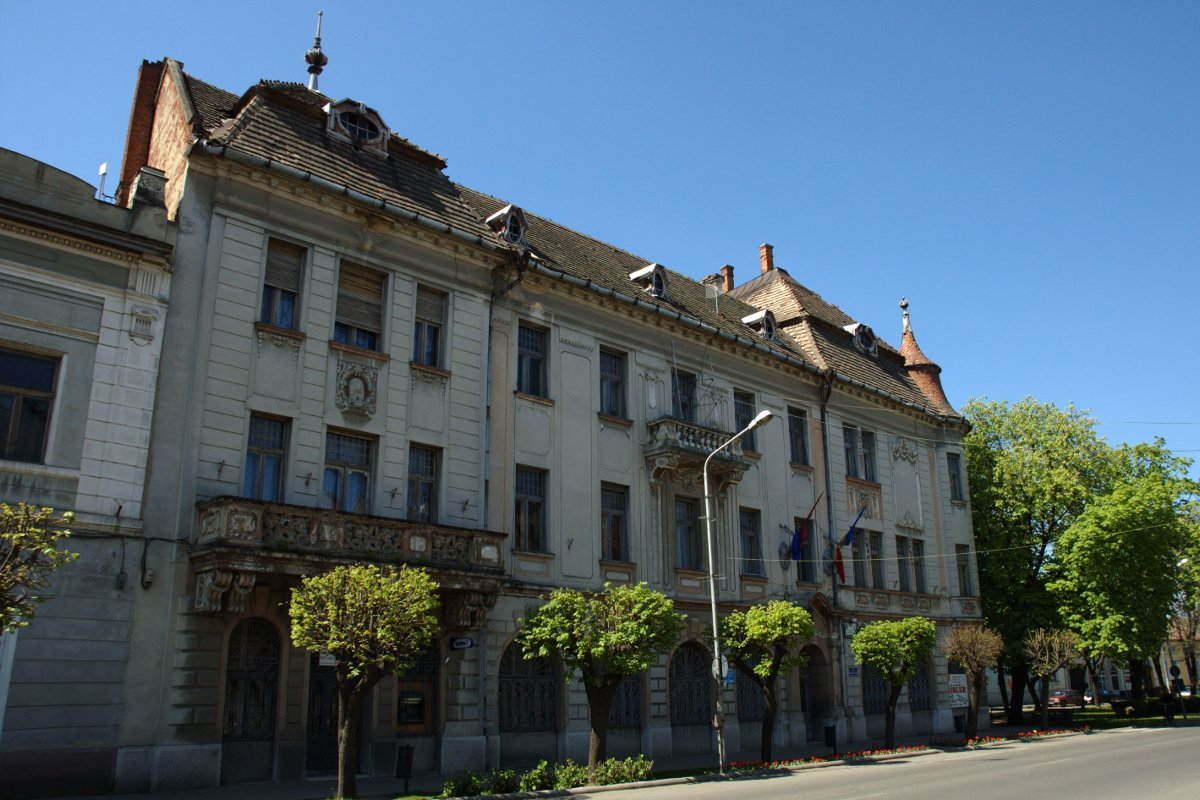
Ратуша
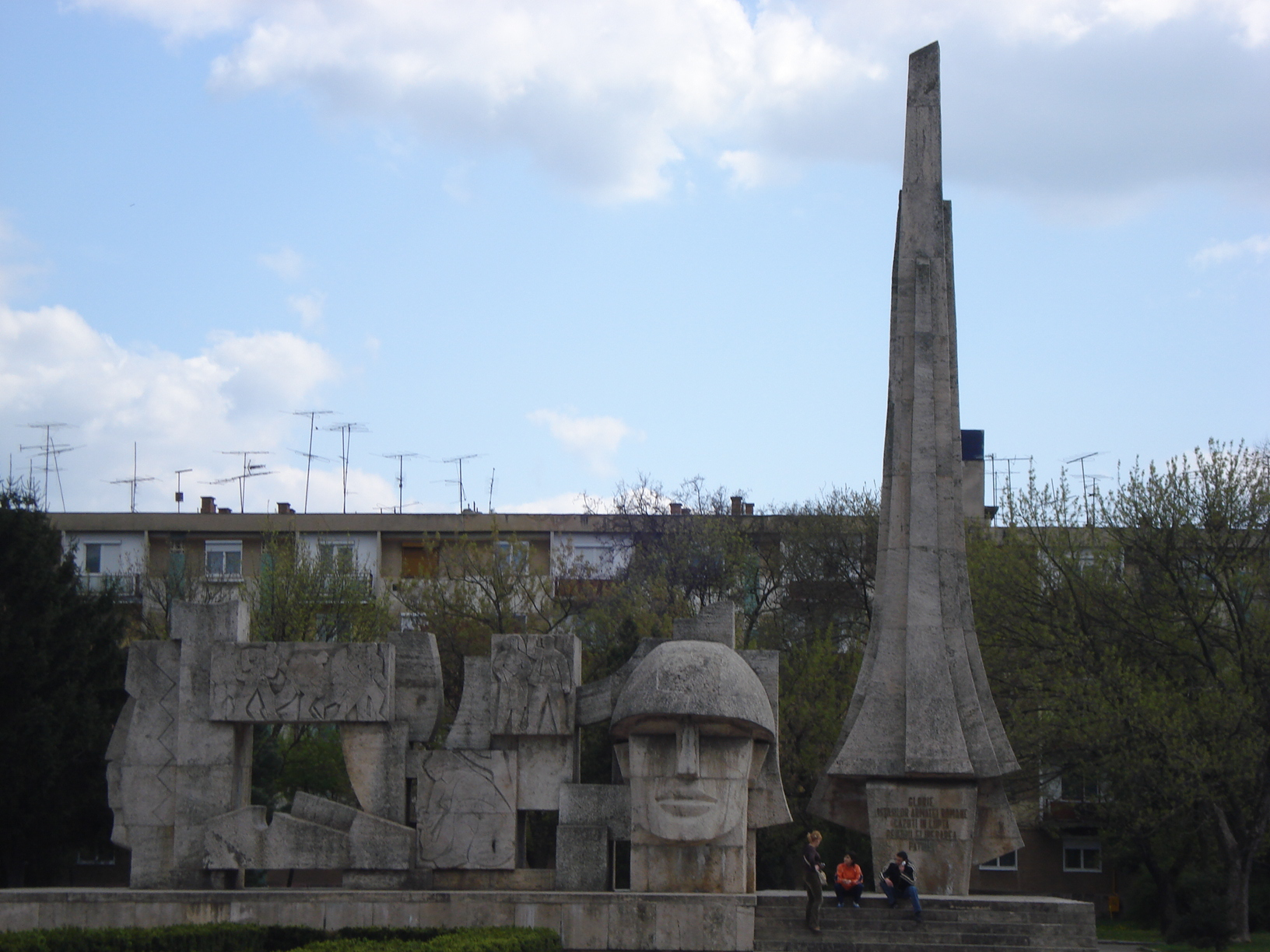
Пам'ятник румунським солдатам
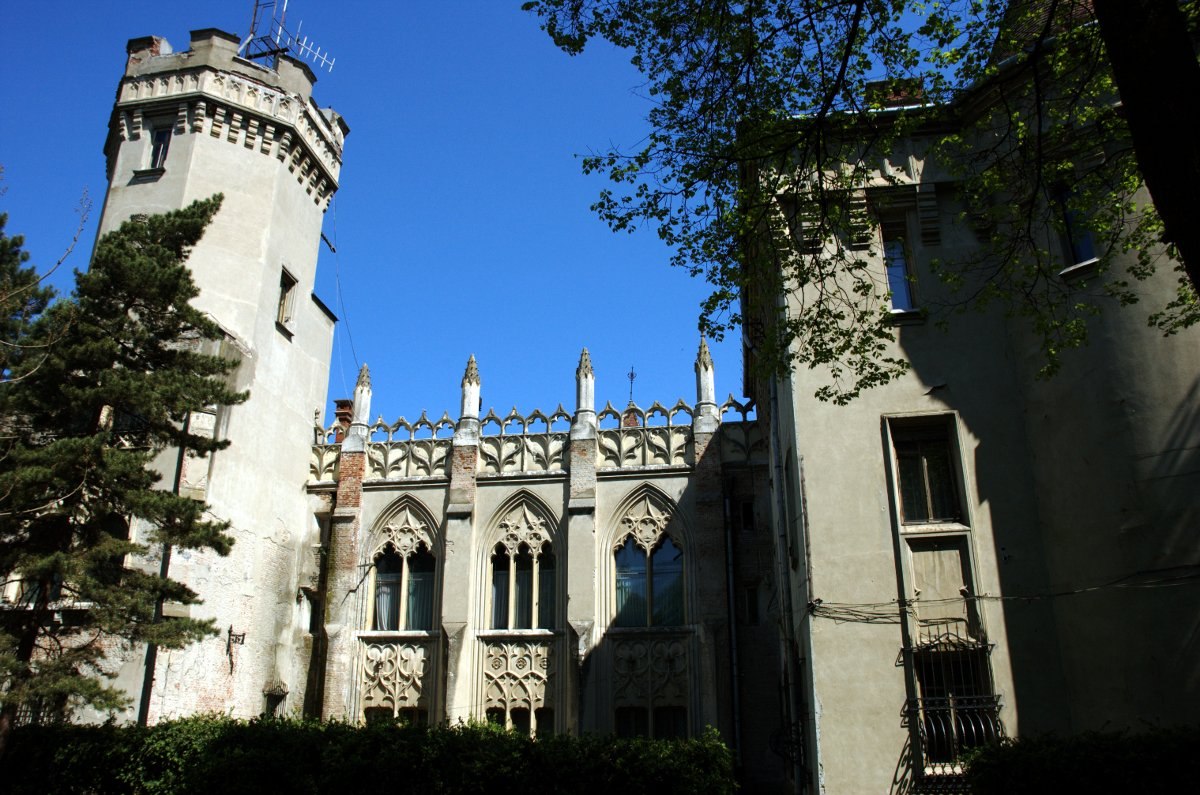
Замок в Карей
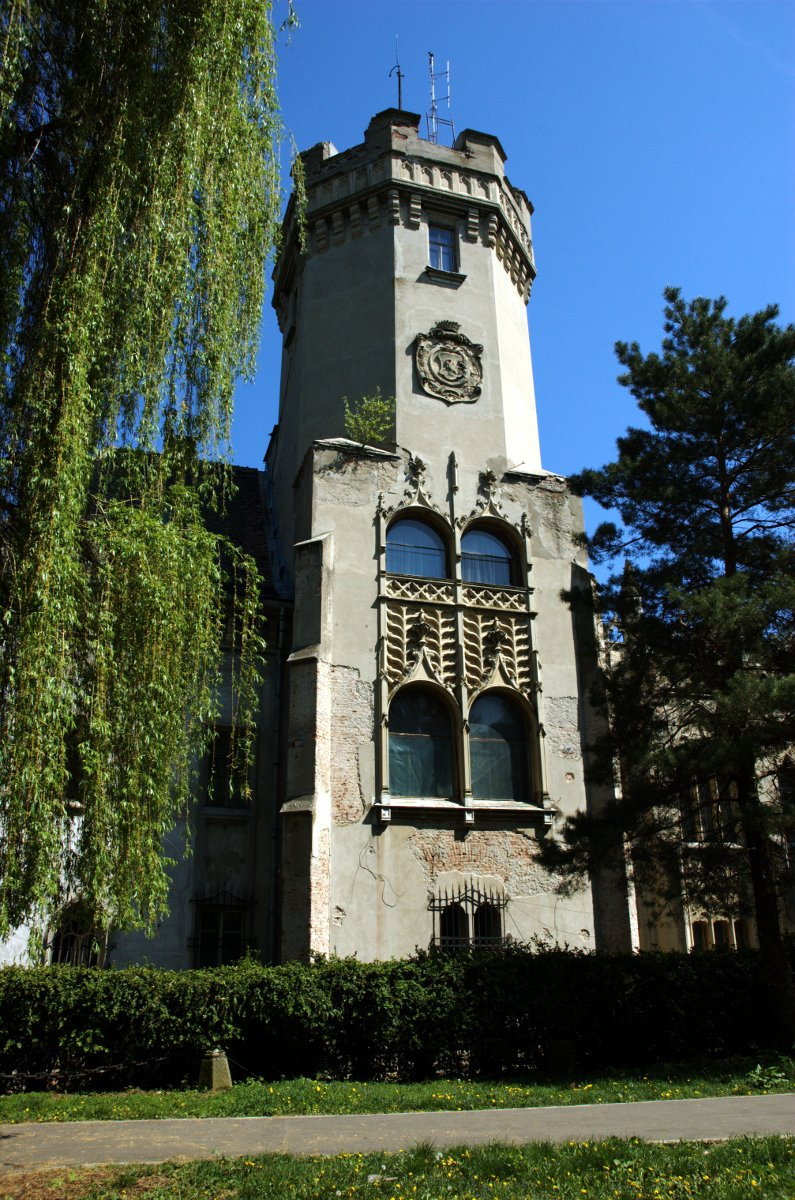
Замок в Карей
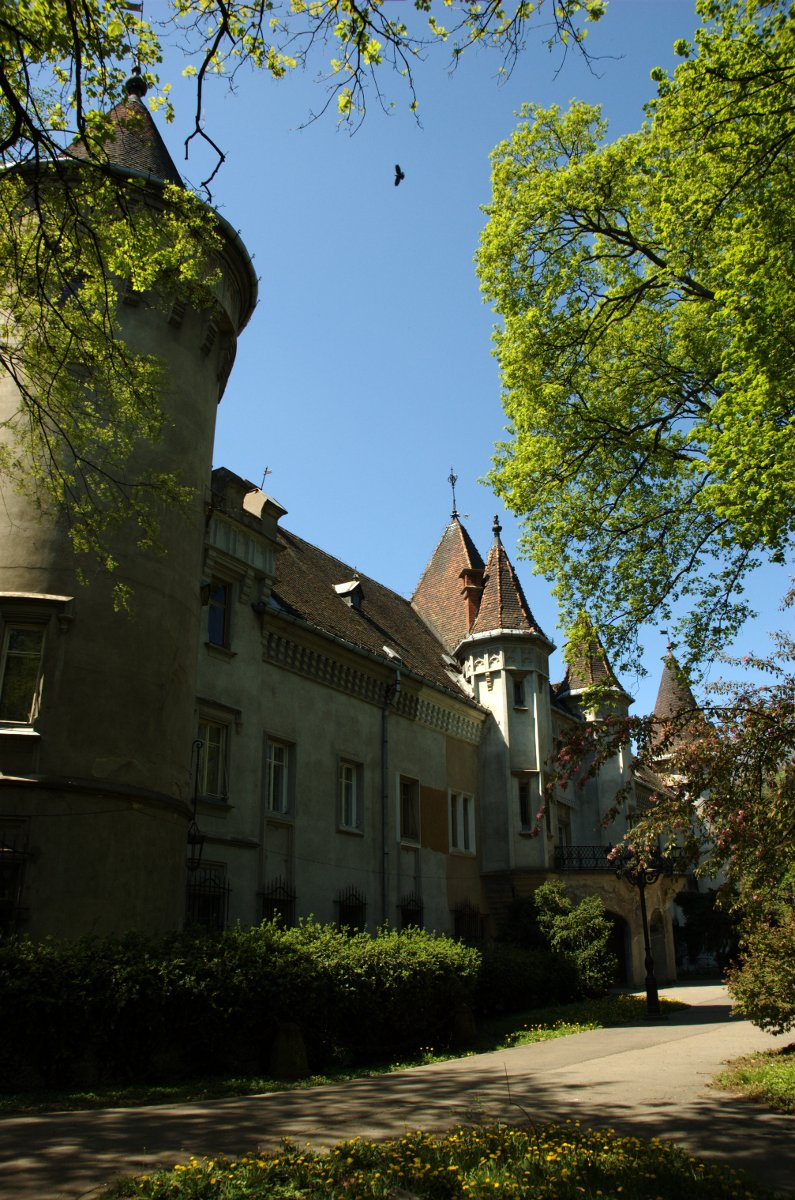
Замок в Карей
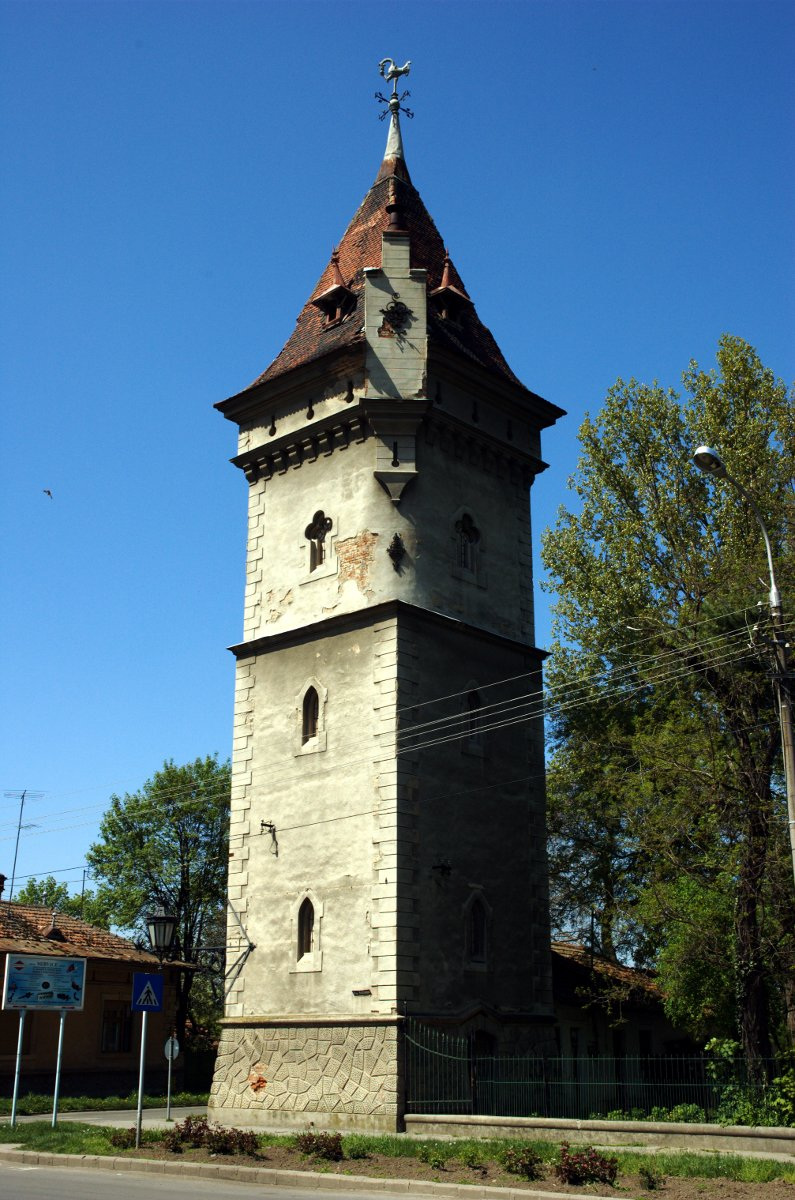
Водонапірна вежа замку
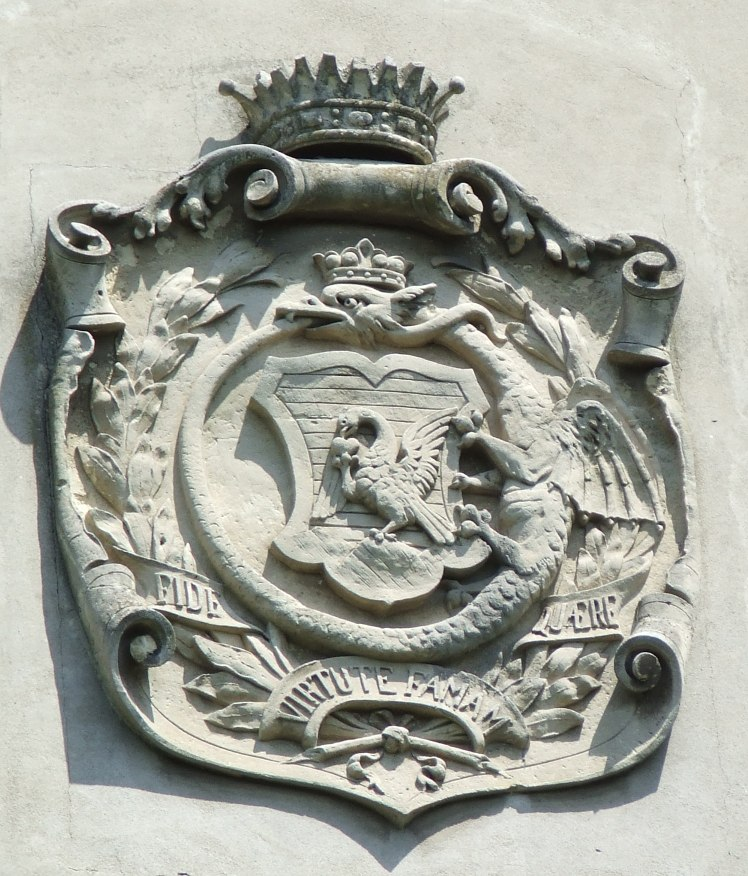
Герб на стіні замку в Карей